# Нойштадт-ан-дер-Орла
Нойштадт-ан-дер-Орла (нім. Neustadt an der Orla) — місто в Німеччині, розташоване в землі Тюрингія. Входить до складу району Заале-Орла.
Площа — 36,52 км2. Населення становить 9017 ос. (станом на 31 грудня 2021).